# Aleida Quintana
Aleida Quintana Ordaz (Querétaro, México, 1987) é uma ativista mexicana pelos direitos humanos de formação antropóloga social. Vive em exílio em Espanha após sofrer repressões no seu país pelo seu activismo.

## Activismo
Em 2012, Aleida Quintana denunciou uma série de desaparecimentos ocorridos no estado de Querétaro. Elaborou um banco de dados de pessoas desaparecidas, as quais eram "vítimas do tráfico de pessoas, feminicídio, exploração sexual, trabalho forçado, sicariado, mendicidade, trabalhos domésticos e casamentos forçados". Durante a sua investigação, descobriu que os números dos desaparecimentos eram na realidade bastante superiores àqueles revelados pelas fontes oficiais. A partir dessa revelação, fundou a organização T'ek'ei Grup Interdisciplinario por la Equidad, iuma organização dedicada a acompanhar os familiares dos desaparecidos e pesquisar sobre os casos que as autoridades abandonavam, se centrando especialmente nos casos de feminicídios. Segundo relatos e artigos de então, o governo negava a existência de tais crimes, sendo muitos dos seus membros acusados de manterem laços com o narcotráfico. Parte do interesse das autoridades para esconder estes factos do público seria para não prejudicar a imagem de prosperidade económica do território, o qual tinha então um dos PIBs mais altos do México.
Pelo seu activismo, Aleida Quintana recebeu várias ameaças, ataques difamatórios e sofreu, inclusive, três agressões físicas. Em janeiro de 2018 foi agredida em represália por relevar casos de encobrimento pelas autoridades locais. A ativista exiliou-se do seu país, acompanhada pelo seu companheiro, Fernando Valadez. Entraram em território espanhol no mês de março através do programa de acolhimento da Amnistia Internacional.

## Reconhecimento
Em 2015 recebeu a Medalha Cecilia Loría Saviñón pelo seu trabalho na defesa dos direitos humanos das mulheres e pela sua contribuição na luta pela igualdade e a erradicação da violência.
Em 2017 a Comissão de Igualdade de Género, Grupos Vulneráveis e Discriminados da LVIII Legislatura do estado de Querétaro entregou a Aleida a Medalha de Honra Sor Juana Inés da Cruz como reconhecimento da sua luta pela igualdade substantiva de género, cujas acções têm contribuído para a criação de um estado igualitário, garantindo os direitos e, sobretudo, oportunidades dos seus cidadãos, sem distinção de género.
É responsável pela campanha "Juntos cuidamos-nos, prevenindo o desaparecimento e o tratamento de pessoas", levada a cabo com o apoio da Universidade Autónoma de Querétaro.